# Spojené státy americké na Letních olympijských hrách 1960
Spojené státy americké na Letních olympijských hrách v roce 1960 v italském Římě reprezentovalo 292 sportovců, z toho 51 žen a 241 mužů, v 17 sportech.

## Medailisté
| Medaile | Jméno | Sport             | Soutěž                                         |
| ------- | --- | ----------------- | ---------------------------------------------- |
| Zlato   | Douglas Blubaugh | Zápas             | Muži volný styl do 73 kg                       |
| Zlato   | Ralph Boston | Atletika          | Muži skok daleký                               |
| Zlato   | Don Bragg | Atletika          | Muži skok o tyči                               |
| Zlato   | Lynn Burke | Plavání           | Ženy 100 m znak                                |
| Zlato   | Lee Calhoun | Atletika          | Muži 110 m překážek                            |
| Zlato   | Cassius Clay | Box               | Muži do 81 kg                                  |
| Zlato   | Edward Crook jr. | Box               | Muži do 75 kg                                  |
| Zlato   | Glenn Davis | Atletika          | Muži 400 m překážek                            |
| Zlato   | Otis Davis | Atletika          | Muži 400 m                                     |
| Zlato   | Rafer Johnson | Atletika          | Muži desetiboj                                 |
| Zlato   | Terrence McCann | Zápas             | Muži volný styl do 57 kg                       |
| Zlato   | William McMillan | Sportovní střelba | Muži 25 metrů rychlopalná pistole              |
| Zlato   | Wilbert James McClure | Box               | Muži do 71 kg                                  |
| Zlato   | William Mulliken | Plavání           | Muži 200 m prsa                                |
| Zlato   | Bill Nieder | Atletika          | Muži vrh koulí                                 |
| Zlato   | Al Oerter | Atletika          | Muži hod diskem                                |
| Zlato   | Wilma Rudolphová | Atletika          | Ženy běh na 100 m                              |
| Zlato   | Wilma Rudolphová | Atletika          | Ženy běh na 200 m                              |
| Zlato   | Chris von Saltza | Plavání           | Ženy 400 m volný způsob                        |
| Zlato   | Carolyn Schuler | Plavání           | Ženy 100 m motýlek                             |
| Zlato   | Gary Tobian | Skoky do vody     | Muži prkno 3 m                                 |
| Zlato   | Michael Troy | Plavání           | Muži 200 m motýlek                             |
| Zlato   | Charles Vinci | Vzpírání          | Muži do 56 kg                                  |
| Zlato   | Robert Webster | Skoky do vody     | Muži věž 10 m                                  |
| Zlato   | Shelby Wilson | Zápas             | Muži volný styl do 67 kg                       |
| Zlato   | George Dwyer O'Day James Hawley Hunt David James Smith | Jachting          | Třída 5,5 m                                    |
| Zlato   | Arthur Ayrault Ted Nash John Sayre Richard Wailes | Veslování         | Muži čtyřka bez kormidelníka                   |
| Zlato   | Martha Hudson Lucinda Williams Barbara Jones Wilma Rudolphová | Atletika          | Ženy štafeta 4 × 100 m                         |
| Zlato   | Jack Yerman Earl Young Glenn Ashby Davis Otis Davis | Atletika          | Muži štafeta 4 × 400 m                         |
| Zlato   | Joan Spillane Shirley Stobs Carolyn Wood Chris von Saltza | Plavání           | Ženy 4 × 100 m volný způsob                    |
| Zlato   | Lynn Burke Patty Kempner Carolyn Schuler Chris von Saltza | Plavání           | Ženy štafeta 4 × 100 m polohový závod          |
| Zlato   | George Harrison Richard Blick Michael Troy Jeffrey Farrell | Plavání           | Muži štafeta 4 × 200 m volný způsob            |
| Zlato   | Frank McKinney Paul Hait Lance Larson Jeffrey Farrell | Plavání           | Muži štafeta 4 × 100 m polohový závod          |
| Zlato   | Jay Arnette Walt Bellamy Bob Boozer Terry Dischinger Burdette Haldorson Darrall Imhoff Allen Kelley Lester Lane Jerry Lucas Oscar Robertson Adrian Howard Smith Jerry West | Basketbal         | Turnaj mužů                                    |
| Stříbro | Rink Babka | Atletika          | Muži hod diskem                                |
| Stříbro | Isaac Berger | Vzpírání          | Muži do 60 kg                                  |
| Stříbro | James Bradford | Vzpírání          | Muži do 90 kg                                  |
| Stříbro | Lester Carney | Atletika          | Muži 200 m                                     |
| Stříbro | Clifton Cushman | Atletika          | Muži 400 m překážek                            |
| Stříbro | James George | Vzpírání          | Muži do 82,5 kg                                |
| Stříbro | Samuel Hall | Skoky do vody     | Muži prkno 3 m                                 |
| Stříbro | James Hill | Sportovní střelba | Muži 50 metrů libovolná malorážka 60 ran vleže |
| Stříbro | Tommy Kono | Vzpírání          | Muži do 75 kg                                  |
| Stříbro | Lance Larson | Plavání           | Muži 100 m volný způsob                        |
| Stříbro | Willie May | Atletika          | Muži 110 m překážek                            |
| Stříbro | Frank McKinney | Plavání           | Muži 100 m znak                                |
| Stříbro | Ron Morris | Atletika          | Muži skok o tyči                               |
| Stříbro | Parry O'Brien | Atletika          | Muži vrh koulí                                 |
| Stříbro | Paula Pope | Skoky do vody     | Ženy prkno 3 m                                 |
| Stříbro | Paula Pope | Skoky do vody     | Ženy věž 10 m                                  |
| Stříbro | Irvin Roberson | Atletika          | Muži skok daleký                               |
| Stříbro | Chris von Saltza | Plavání           | Ženy 100 m volný způsob                        |
| Stříbro | David Sime | Atletika          | Muži běh na 100 m                              |
| Stříbro | Gary Tobian | Skoky do vody     | Muži věž 10 m                                  |
| Stříbro | George Morris Frank Chapot William Steinkraus | Jezdectví         | Parkurové skákání - družstva                   |
| Bronz   | Albie Axelrod | Šerm              | Muži fleret                                    |
| Bronz   | Robert Beck | Moderní pětiboj   | Muži jednotlivci                               |
| Bronz   | Robert Bennett | Plavání           | Muži 100 m znak                                |
| Bronz   | George Breen | Plavání           | Muži 1500 m volný způsob                       |
| Bronz   | Earlene Brownová | Atletika          | Ženy vrh koulí                                 |
| Bronz   | Richard Cochran | Atletika          | Muži hod diskem                                |
| Bronz   | Quincey Daniels | Box               | Muži do 64 kg                                  |
| Bronz   | David Gillanders | Plavání           | Muži 200 m motýlek                             |
| Bronz   | Richard Howard | Atletika          | Muži 400 m překážek                            |
| Bronz   | Hayes Jones | Atletika          | Muži 110 m překážek                            |
| Bronz   | Dallas Long | Atletika          | Muži vrh koulí                                 |
| Bronz   | Norbert Schemansky | Vzpírání          | Muži do 90 kg                                  |
| Bronz   | John Thomas | Atletika          | Muži skok vysoký                               |
| Bronz   | William Wilson Parks Robert Sherman Halperin | Jachting          | Třída star                                     |
| Bronz   | Richard Draeger Conn Findlay Henry Kent Mitchell | Veslování         | Muži dvojka s kormidelníkem                    |
| Bronz   | Robert Beck Jcick Daniels George Lambert | Moderní pětiboj   | Družstvo mužů                                  |